# Klausel (Rhetorik)
In der antiken und besonders römischen Rhetorik bezeichnet eine Klausel (Latein clausula) eine metrische Schlusswendung am Ende eines Satzes oder einer Phrase. Es gab eine Vielzahl an populären Klauseln; eine der beliebtesten war der Kretikus + Trochäus (—◡— | —×), wie man ihn zum Beispiel in vīta trānscurrit oder illa tempestās oder auch leicht verändert bei Cicero als esse videātur (—◡◡◡— | —×) findet.
Unterschiedliche Autoren bevorzugten unterschiedliche Klauseln. Zum Beispiel machen der Kretikus + Trochäus und seine Varianten bis zu 35 % aller Klauseln in Senecas Briefen aus, aber nur 11 % aller Klauseln bei Titus Livius. Hingegen macht ein doppelter Spondäus wie in accēpērunt (— — | — —) 36 % aller Klauseln von Livius, aber nur 11 % in Senecas Briefen aus.

## Arten von Klauseln
Jeder längere Satz lässt sich in Teile teilen, die man auf Griechisch Kola (Singular Kolon) nennt. Im Lateinischen werden sie als membra (Singular membrum) bezeichnet. Die letzten Silben eines Kolons haben ein bestimmtes rhythmisches Muster, was wir Klausel nennen. Kürzere Kola sind bekannt als Kommata (singular Komma) oder auf Latein incīsa bzw. incīsum.
Der Gebrauch von Klauseln in Ciceros Reden wurde zuerst von dem polnischen Philologen Tadeusz Zieliński 1904 einhergehend untersucht, nachdem bereits andere Philologen wie G. Wüst 1881 sich damit beschäftigt hatten. Nach Zieliński bestünden ciceronische Klauseln aus zwei Teilen: einer „Basis“, für gewöhnlich ein Kretikus  | —◡— |  oder eine Abweichung, und einer „Kadenz“, meistens ein trochäischer Rhythmus wie  | —× | ,  | —◡× |  oder  | —◡—× | .
Die häufigsten Klauseln bei Cicero sind:
- | —◡— | —× |  und Variationen (32,4 % aller Klauseln)
- | —×— | —◡× |  (24,4 %)
- | —×— | —◡—× |  (30,1 %)

Eine Variation kann hierbei durch eine Ersetzung einer langen Silbe durch zwei kurze Silben entstehen (wie im eingangs erwähnten esse videātur  | —◡◡◡ | —× |  statt  | —◡— | —× | ) oder durch Substitution der Basis durch  | —◡◡— |  oder  | —◡— — | .
Die obigen Klauseln machen etwa 87 % aller ciceronischen Klauseln aus. Andere tauchen seltener auf. Eine Kadenz kann zum Beispiel aus fünf Elementen  | —◡—◡— |  oder zwei Spondäen  | — — — — |  bestehen. Das letztere, welches häufiger bei Titus Livius auftaucht, wurde von Zieliński mit dem Schlag eines Hammers verglichen. Bestimmte Klauseln, wie das Ende eines Hexameters  | —◡◡ | —× | , wurden vermieden. Es erscheint bei Cicero in nur 0,6 % aller Fälle, vermutlich um eine zu große Ähnlichkeit der Prosa zur Poesie zu vermeiden, und diente oft dazu, einen heroisch-komischen Effekt zu verursachen.
Zieliński bemerkte, dass Ciceros Gebrauch sich über die Jahre änderte. Zum Beispiel war  | — — — | —◡× |  in seinen früheren Reden häufiger, während er ab seinem Konsulat das leichtere  | —◡— | —◡× |  bevorzugte.
Laut ihm folge generell bei Klauseln der Wortakzent dem Iktus eines Fußes. Das heißt: Für gewöhnlich steht der Akzent eines Wortes auf der ersten Silbe der Basis oder auf der vorletzten langen Silbe der Kadenz, wie in ílla tempéstās, egéstās audácia, incéndium civitátis, Cáesarī d(e) eius áctīs usw. Es gibt aber Ausnahmen und Cicero war bei weitem nicht so streng wie Augustinus oder Arnobius.
Es besteht kein Zweifel, dass der geschickte Gebrauch von Klauseln für den lateinischen Redner geeignet war, sein Publikum zu begeistern. Cicero bemerkte in Dē Orātōre, dass ein Ditrochäus  | —◡— | —× |  von Carbo dem Jüngeren so wirkungsvoll gewesen sei, dass die Zuhörer aufschrien.

## Antike Autoren über Klauseln
Der erste Autor, der von Rhythmen in der Prosa schrieb, war Aristoteles in seiner Poetik. In seiner Rhetorik schrieb er:

„Die Form der Sprache sollte weder metrisch noch ohne Rhythmus sein. Wenn sie metrisch ist, fehlt es ihr an Überzeugungskraft, denn sie wirkt künstlich, und gleichzeitig lenkt sie die Aufmerksamkeit des Hörers ab, da sie ihn auf die Wiederholung dieser und jener Kadenz aufmerksam macht. […] Wenn es ohne Rhythmus ist, ist es unbegrenzt, während es begrenzt sein sollte, aber nicht durch das Metrum; denn das, was unbegrenzt ist, ist unangenehm und unerkennbar. Alles ist aber durch die Zahl begrenzt, und die Zahl, die zur Form der Sprache gehört, ist der Rhythmus, von dem die Metren Unterteilungen sind. Deshalb muss die Prosa rhythmisch sein, aber nicht metrisch, sonst ist sie ein Gedicht. Auch muss dieser Rhythmus nicht streng eingehalten werden, sondern nur bis zu einem gewissen Punkt.“

Cicero selbst behandelt Klauseln in seinen Werken über Rhetorik, besonders Dē Ōrātōre III 173–198 und Ōrātor 204–226. Eine Analyse, die von Cicero selbst vorgenommen wurde, findet man etwas weiter unten in den Beispielen. Terentianus Maurus (2. oder 3. Jahrhundert) behandelt das Thema in seinem Lehrgedicht De litteris, de syllabis, de metris. Er schreibt, dass der Kretikus  | —◡— |  der beste Versfuß sei, besonders in der vorletzten Position vor einem Daktylus  | —◡× | . Der Rhetoriklehrer Quintilian behandelt Klauseln sehr ausführlich in Buch 5 und 9 der Institutio oratoria; genau wie Terentianus befürwortet er einen Kretikus gefolgt von einem Daktylus  | —◡— | —◡× | , rät aber vom Gebräuch der heroischen Klauseln  | —×◡ | —◡◡—× |  ab, da sie dem Ende eines Hexameters zu sehr ähnelten.

## Beispiele

### Cicero
Hier ist ein Beispiel von Klauseln aus Ciceros Dē provinciīs cōnsulāribus kolometrisch analysiert. Dabei wurden Elisionen in Klammern und die Klauseln fett gesetzt.
Ecc(e) illa tempestās,  | —◡—  |  — — | 
cālīgō bonōr(um) et subit(a) atqu(e) imprōvīsa formīdō  | —◡— |  — — | 
tenebrae rēī pūblicae,  | — — —  |  —◡— | 
ruīn(a) atqu(e) incendium cīvitātis,  | — ◡ — |  —◡— — | 
terror iniectus Caesarī d(ē) eius āctīs,   | — ◡ — |  —◡— — | 
metus caedīs bonīs omnibus,  | —◡—  |  —◡ — | 
cōnsulum scelus, cupiditās, egestās, audācia!  | — — — |  —◡— | 
sī non s(um) adiūtus, non dēbuī;  | — — — |  —◡— | 
sī dēsertus, sibī fortasse prōvīdit;  | —◡— |  — — — | 
s(ī) eti(am) oppugnātus, ut quīd(am) aut putant aut volunt,  | —◡— |  —◡— | 
violāt(a) amīcitia (e)st,  | —◡— |  ◡◡— | 
accēp(ī) iniūriam;  | — — — | —◡— | 
inimīcus esse dēbuī, nōn negō.  | —◡— | —◡— | 
„Sehet dort, jener Sturm, ein Dunst guter Männer, ein plötzliches und unvorhergesehenes Grauen, die Finsternis des Gemeinweisens, der Niedergang und Brand der Bürgerschaft, der Schrecken, dem Caesar wegen seiner Taten gegeben wurde, die Furcht aller guten Männer vor einem Massaker, das Verbrechen, die Gier, das Elend und die Frechheit der Konsuln! Hätte man mir nicht geholfen, hätte ich es nicht verdient. Wenn man mich verlassen hätte, hätte er für sich gesorgt. Wäre ich angegriffen worden, wie manche denken oder sich wünschten, wäre meine Freundschaft verletzt worden. Mir wurde Unrecht getan; Ich müsste eigentlich sein Feind sein, das verneine ich nicht.“
Die „heroische Klausel“  | — ◡ ◡ | —× | , die dem Ende eines Hexameters ähnelt, ist selten, aber wurde häufig für einen komischen Effekt gebraucht. Hier ein Ausschnitt aus der Rede Prō Caeliō:
„In balneīs dēlituērunt“  | —◡— | —◡◡— — | 
Testīs ēgregiōs!  | — — — | ◡◡— | 
„Dein temerē prōsiluērunt“  | —◡◡— | —◡◡— — | 
Hominēs temperantīs!  | ◡◡— | —◡— — | 
„‚Sie versteckten sich in den Bädern.‘ Was für bemerkenswerte Zeugen! ‚Dann sprangen sie vorschnell auf.‘ Was für gelassene Menschen!“
Noch lustiger wird der Teil, wie Adams betonte, durch den Umstand, dass testes sowohl „Zeugen“ als auch „Hoden“ bedeuten kann.
Die folgende Passage aus der zweiten Rede gegen Catilina zeigt weniger gebrauchte Klauseln, wie etwa  | —◡—◡— |  oder den „hammerschlagenden“ Doppelspondäus  | — — — — | .
nōn est iam lēnitātī locus;  | —◡— | —◡— | 
sevēritātem rēs ipsa flāgitat.  | — — — | —◡—◡— | 
ūn(um) etiam nunc concēdam:  | —◡◡— | — — — — | 
exeant, proficīscantur;  | —◡◡— | — — | 
nē patiantur dēsīderiō suī Catilīnam miserum tābēscere.  | ◡◡— — | —◡— | 
dēmōnstrāb(o) iter: Aurēliā viā profectus est;  | —◡◡— — | —◡—◡—◡—◡— | 
s(ī) accelerāre volent, ad vesperam cōnsequentur.  | —◡— — | —◡— — | 
„Für die Nachsicht gibt es keinen Platz mehr. Die Angelegenheit selbst verlangt Strenge. Aber eines möchte ich zugeben: Lasst sie rausgehen, lasst sie aufbrechen; Sie sollen nicht zulassen, dass Catilina vor Sehnsucht nach ihnen elendiglich vergeht. Ich werde ihnen den Weg zeigen: Er ist über die aurelianische Straße abgereist. Wenn sie bereit sind, sich zu beeilen, werden sie ihn bis zum Abend einholen.“
Für den emphatischen Doppelspondäus  | — — — — |  ist es typisch, dass Cicero einen Wortwechsel zwischen der Basis und der Kadenz einfügt. Mit der Klausel  | —◡— — | —◡— —× |  hingegen, wie in illa tempestās,  ist am typischsten der Wortwechsel nach der zweiten Silbe.
Der folgende Abschnitt ist aus Pro Scaurō, welche Cicero in Ōrātor selbst als vier incīsa (Kommata) analysierte, die von zwei membra (Kola) und dann eine lange spondäische Periode, die mit einem Dichoreus oder einem Doppeltrochäus endet:
domus tibī deerat? at habēbās.  | ◡ | —◡— | — — ‖ ◡◡ — —
pecūnia superābat? at egēbās.  | ◡ | —◡◡◡◡ | — — ‖ ◡◡ — —
incurrist(i) āmēns in columnās,   | — — | — — — | —◡— — | 
in aliēnōs insānus īnsānistī;  | ◡◡◡— — — | —◡— | — — — | 
dēpressam, caecam, iacentem domum | — — — — | —◡— | —◡— | 
plūris quam t(e) et quam fortūnās tuās aestimāstī.  | — — — — — — — | —◡— | —◡— — | 
„Hat dir ein Haus gefehlt? Nein, du hattest eines. Hattest du zu viel Geld? Nein, du hattest nicht genug. Du bist wie verrückt gegen die Kolonnen gerannt, du hast wie verrückt gegen andere Leute gewütet; du hast ein heruntergekommenes, dunkles, verfallenes Haus für mehr wert gehalten als dich und dein Vermögen.“
Cicero kommentiert, dass die incīsa wegen ihrer Kürze etwas freier im Rhythmus seien und wie „kleine Dolche“ genutzt werden sollen. Eine rhythmische Periode (numerōsa comprēhensiō) sei ein längerer Satz, der aus mindestens zwei Kola bestehe und seltener genutzt werden solle. Der Stil, der aus einer Mischung aus Kommata, Kola und gelegentlicher längerer Periode besteht, sei besonders wirksam in Passagen, die einen Fall begründen oder widerlegen.

### Andere Autoren
Klauseln finden sich nicht nur bei Cicero, sondern bei vielen römischen (wie auch griechischen und mittelalterlichen) Schriftstellern, insbesondere in der Redekunst, aber auch in anderen literarischen Gattungen. Jeder Schriftsteller hat seine eigenen Vorlieben und seine eigene „rhythmische Signatur“. Livius zum Beispiel vermeidet Klauseln, die bei Cicero üblich sind, wie  | —◡— | —× | , sondern beendet einen Satz häufig mit einer Abfolge von langen Silben, zum Beispiel lēgātī Rōmān(i) occurrērunt.
Der früheste Redner, der einen intensiven Gebrauch von rhythmischer Prosa im Griechischen gemacht habe, sei der Sophist Thrasymachos von Chalkedon gewesen (dieselbe Person, die in Buch 1 von Platons Politeia auftritt). Platon selbst benutzte gerne zum Beispiel die Klauseln  | —◡— | —◡× | ,  | — — — | —◡× |  und  | —◡◡ | —◡× | . Seine Präferenzen veränderten sich im Laufe seines Lebens und er nutzte gerne  | ◡◡◡× |  und  | —◡◡◡—× |  in seinen späteren Werken. Lysias, Aeschines, Isaios, Plutarch und andere benutzten ebenfalls Klauseln und hatten ihre Präferenzen. Klauseln tauchen besonders prominent bei Demosthenes auf, besonders der Ditrochäus  | —◡ | —× | , Dispondäus  | — — — × | , Kretikus + Trochäus  | —◡— —× |  und Chorjambus + Trochäus  | —◡◡— —× | . Am charakteristischsten bei Demosthenes (von Friedrich Blass erstmals einhergehend untersucht) ist die Vermeidung von mehr als drei kurzen, aufeinanderfolgenden Silben. In der Prosa mancher Autoren, wie etwa des Thukydides, kann man fast gar keine Klauseln erkennen.
Im Lateinischen war rhythmische Prosa charakteristisch für den Asianismus, einen Stil in der Rhetorik, während Befürworter des schlichteren Attizismus sie eher zu vermeiden versuchten. Plinius der Jüngere, Seneca, Sueton, Apuleius und Tertullian folgten mehr oder minder Cicero, was auch für spätere Autoren als vorbildlich galt (Ciceronianismus), aber viele Autoren vermieden  | — — — | —◡× | , und das berühmte esse videātur  | —◡◡◡ | —× |  blieb hauptsächlich auf Cicero beschränkt.

### Klauseln im Mittelalter(cursūs)
Im Mittelalter wurde das Lateinische nicht mehr quantitierend ausgesprochen, das heißt: Man beachtete nicht mehr die Silbenlängen, sondern ging dazu über, die Wörter akzentuierend auszusprechen, wie man es im Deutschen kennt („Quantitätenkollaps“). Dennoch verwendeten die Autoren des Mittellateins Klauseln, die sich tendenziell nicht mehr an der Länge, sondern an der Betonung der Silben orientierten. Drei Sorten von Klauseln wurden besonders bevorzugt, der plānus  | — × × — × | , der tardus — × × – × × und der velōx — ×××× – ×. Diese findet man beispielsweise in den Werken von Gregor von Tours (6. Jahrhundert), Bernhard von Clairvaux and Héloïse (12. Jahrhundert) und Dante Alighieri (13. bis 14. Jahrhundert) Heutige Philologen bezeichnen sie als cursūs (von den damaligen Autoren wurde diese Bezeichnung aber nicht verwendet); aber nicht alle Autoren machten davon Gebrauch. Die mittelalterlichen Gelehrten forderten, dass das letzte Wort des Satzes entweder aus drei oder vier Silben bestehen musste.

## Neuere Forschung
Mit Mitteln der Computerphilologie war man in der Lage, sehr große Korpora lateinischer Autoren zu analysieren, wodurch die Untersuchungen früherer Philologen größtenteils bestätigt werden konnten und deutlich leichter Muster zu erkennen waren. Zum Beispiel entdeckte man dadurch, dass der doppelte Kretikus  | —×— | —◡— |  in Dē agrī cultūrā von Cato dem Älteren sehr häufig (21 %), aber in Varros Werken zum selben Thema nur selten vorkommt (8 %). Der Kretikus + Trochäus  | —◡— | —× |  taucht besonders häufig bei Curtius Rufus (48 %) auf, ebenso in den Reden Ciceros gegen Catilina 34 %, aber mit 17 % verhältnismäßig selten in den Epistulae ad Atticum.
Die Klauseln, die am meisten als „rhythmisch“ oder „künstlich“ empfunden wurden, waren die folgenden und deren Varianten:
- Kretikus + Trochäus  | —◡— —× |
- Kretikus/Molossus + Kretikus  | —×— —◡— |
- Doppelter Trochäus  | —◡—× |
- Hypodochmius  | —◡—◡× |

Ciceros Reden haben typischerweise einen hohen Anteil von „künstlichen“ Klauseln, in seinen Reden gegen Catilina machen sie beispielsweise 90 % aus. Selbst in den Epistulae ad Atticum machen sie 70 % aus, obwohl Briefe für gewöhnlich umgangssprachlicher und weniger formell geschrieben sind. Tatsächlich weisen die meisten der 25 von Keeline und Kirby analysierten Autoren eine Mehrheit von Klauseln künstlichen Typs auf. Die Biographien von Sueton haben einen Anteil von 81 %, ebenso die Briefe von Seneca; die Lebensbeschreibungen von Nepos haben einen Anteil von 70 %; Caesars in nüchternem Stil verfasstes Dē bellō Gallicō hat einen etwas geringeren Anteil (63 %). Selbst ein technischer Schriftsteller wie Vitruv in seinem Werk Dē Architectūrā hat einen Anteil von 61 %, und der medizinische Schriftsteller Celsus hat 70 %.
Sallust und Livius scheinen dagegen solche Klauseln vermieden oder zumindest seltener genutzt zu haben. Sallusts Dē bellō Iugurthīnō hat nur 46 % solcher Klauseln. Livius variiert etwas. In den ersten zehn Büchern von Ab urbe conditā machen sie noch etwa 50 % aus; der Anteil fällt aber in den Büchern 21–30 auf 33 %. Die spondäische Klausel (wie in accēpērunt) taucht bei Livius häufiger als bei anderen Autoren auf, aber variiert auch über die Bücher hinweg. In den ersten zehn Büchern machen sie 29 % aus; der Anteil wächst in den Büchern 21–30 auf 40 %.
Keeline und Kirby untersuchen auch, ob es einen Unterschied in der Verwendung von Klauseln in historischen Werken zwischen den erzählenden Teilen und den Reden gibt. Bei Sallust scheint es fast keinen Unterschied zu geben. In Tacitus’ Historiae gibt es jedoch einen Unterschied, da die erzählenden Teile 56 % „künstliche“ Klauseln enthalten, während die Reden 68 % aufweisen. (Ähnliche Prozentsätze finden sich auch in Tacitus’ frühestem Werk, der Agricola.) In Tacitus’ letztem Werk, den Annālēs, ist der Unterschied jedoch viel geringer: Die Erzählung hat wie zuvor 56 %, die Reden aber nur 60 %. Zwei andere frühe Werke des Tacitus, der Dialogus (70 %) und die Germānia (67 %), sind den Reden der Historiae ähnlicher als der Erzählung.
Plinius der Jüngere zeigt in seiner erhaltenen Rede Panēgyricus und seinen Briefen einen hohen Anteil „künstlicher“ Klauseln, die einen Anteil von 85 % in den Werken haben. Seine bevorzugte Klausel war dabei der Kretikus + Trochäus  | —◡— | — — x |  mit 40 %. Aber die Briefe an Kaiser Trajan (Buch 10 der Plinius-Briefe) weichen auffällig davon ab; die künstlichen Klauseln machen nur 68 %  und der Kretikus + Trochäus 26 % aus.
Um die oben genannten Prozentsätze zu erhalten, wurde eine Klausel als die letzten Silben vor den Stellen definiert, an denen die Herausgeber den lateinischen Text traditionell mit einem Punkt, Fragezeichen, Ausrufezeichen, Doppelpunkt oder Semikolon unterbrechen. Die Forscher räumen ein, dass Klauseln auch häufig vor Stellen zu finden sind, an denen Herausgeber ein Komma setzen, allerdings nicht durchgängig, weshalb diese Art von Klauseln von den Berechnungen ausgeschlossen wurde.

## Anwendungen des Studiums von Klauseln
Klauseln dienen als nützliche Hilfe, um einen Text gegliedert zu lesen (wie Aristoteles es schon im obigen Zitat hervorhob), und können auch nützlich sein, um den Stil eines Autors zu untersuchen. So stellt Riggsby zum Beispiel fest, dass die Kola im früheren Teil der zweiten Catilinarischen Rede kürzer und die Klauseln abwechslungsreicher sind als im letzten Absatz. Er wertet dies als Hinweis auf Ciceros Schwerpunktverlagerung von Chaos und Gefahr zu Frieden und Lösung. Häufig klären Klauseln auf, warum der Autor sich für bestimmte Wörter oder für eine bestimmte Satzstellung entschied. Zum Beispiel liest sich patent portae, proficīscere! („Geöffnet sind die Tore, brich auf!“) rhythmischer als *portae patent, proficīscere.
Klauseln können Herausgebern textkritischer Ausgaben dabei helfen, zu entscheiden, welche von zwei Lesarten des Manuskripts die richtige ist oder ob die Vermutung eines Herausgebers akzeptabel ist. Sie helfen auch manchmal, die Authentizität eines Werkes in Hinblick auf das bisher bekannte Textkorpus zu beurteilen. Zum Beispiel wurde einst die Autorschaft der Rede dē domō suā angezweifelt, aber sie besitzt genau den Anteil der erwarteten Klauseln, die man in anderen Reden Ciceros findet. Bei Autoren, deren Klauselgebrauch über die Jahre variierte, helfen solche Analysen, die Entstehung ungefähr zu datieren, wie bei Platon.
Manchmal ermöglichen die Klauseln auch, die genaue Aussprache eines Wortes von einem Autor zu beurteilen. Es scheint, dass Cicero redūcō und reliquus mit einer gelängten ersten Silbe aussprach, also eher reddūcō und relliquus, wie man es auch bei Lukrez feststellen kann. Nōn modō sprach er in der letzten Silbe lang. Für Wörter, die auf -ium oder -ius endeten, bevorzugte Cicero die Genitiv-Endung-ī statt -iī (zum Beispiel iūdicī), in Eigennamen (wie Clōdiī) scheint -iī oft benutzt worden zu sein. Die Formen nīl/nihil und perīculum/perīclum scheinen beide in Gebrauch gewesen zu sein. Ebenso scheint Cicero das Futur II fēcerīmus mit einem langen I ausgesprochen zu haben, obgleich einige Grammatiken ein kurzes I fordern, wie auch sein Zeitgenosse Catull es erwiesenermaßen tat.